# فيليب ديولف
فيليب ديولف مواليد 15 مارس 1972 في بلجيكا، هو لاعب كرة مضرب بلجيكي سابق بدأ مسيرته كمحترف سنة 1990 وكان يلعب باليد اليمنى، اعتزل اللعب في 2001. أعلى تصنيف له في الفردي كان المركز الـ 39 في سنة 1997.

## روابط خارجية
- فيليب ديولف على موقع رابطة محترفي التنس (الإنجليزية)
- فيليب ديولف على موقع الاتحاد الدولي لكرة المضرب (الإنجليزية)
- فيليب ديولف على موقع كأس ديفيز (الإنجليزية)
- فيليب ديولف على موقع خلاصة التنس.كوم (الإنجليزية)